# Tacacoma (kommun)
Tacacoma är en kommun i den bolivianska provinsen Larecaja i departementet La Paz. Den administrativa huvudorten är Tacacoma.